# ألف مهرج (فلم)
ألف مهرج (بالإنجليزية: A Thousand Clowns) هو فيلم كوميدي تم إنتاجه في الولايات المتحدة وصدر في سنة 1965.

## طاقم التمثيل
- جيسون روباردس

## الميزانية والإيرادات
حقق أرباحا تقدر بـ 2,400,000 (Rentals) دولار.

### ترشيحات وجوائز
| السنة | الحدث  | الفئة     | النتيجة |
| ----- | ------ | --------- | ------- |
|       | أوسكار | أفضل فيلم | ترشـيـح |

## وصلات خارجية
- مقالات تستعمل روابط فنية بلا صلة مع ويكي بيانات